# 安氏黑頭魚
安氏黑頭魚，為輻鰭魚綱黑头鱼目黑頭魚科的其中一種，為深海魚類，分布於中西大西洋海域，棲息深度717-726公尺，棲息在底層水域，生活習性不明。

## 扩展阅读
維基物種上的相關：安氏黑頭魚